# صلصة سوبريم
صَلصة سوبريم (بالفرنسية: Suprême sauce)‏، هيَ إِحدى الصَلصات التَقليدية الصَغيرة في المَطبخ الفَرنسي التي ظَهرت في القَرن العِشرين (تقريباً عام 1938)، وتُصنع صلصلة السوبريم مِن مُكونات الصلصات الأَساسية مع إضافاتٍ أُخرى.

## الوَصفة
تُحضر صَلصة السوبريم أَساساً مِن صَلصة الكريمة البيضاء (المَصنوعة مِن صَلصة الدَقيق مَع مرق اللحم -في حالة استخدامها كأحد مكونات صلصة السوبريم، وَلكن غالباً ما يُفضل أَن تُحضر مَع مَرق الدَجاج) وَيتم مَزجُها مَع قشطة الحليب وَالكريما الطازَجة ثُم تُصفى عَن طريق مُنخل ناعِم، وَهذه الوَصفة هي ذاتُها التي استُخدمتْ في موسوعة فَن الطهو أروس جاسترونوميك (Larousse Gastronomique) (وهيَ مَوسوعة تَحتوي على وَصفات لأطباق فَرنسية وَتقنيات طَبخها) وَتم استخدامها أَيضاً في هوت كوزين. كانَ أَول نشر لصلصة السوبريم في سنة 1938.
يُضاف إلى صَلصة السوبريم عادةً القَليل من عصير الليمون، وَمِنَ المُمكن أَن يتم صُنع بعض الأَطباق مُضافاً إِليها الفِطر المَفروم أَوالمَطبوخ قليلاً -عَلى الرَغم من أَنَّ ذلك لم يُذكر في موسوعة اروس جاسترونوميك، وأيضاً لم يُذكر أيضاً مِن قبل أوغسطين أوسكوفير (إِمبراطور مَطابخ العالم وَالذي كان بمثابة حاكِم للمَطبخ الفرنسي الكلاسيكي)-.
يُمكن أيضاً عَمل صلصة مُشابهه لِصلصة السوبريم عن طَريق أَخذ صَلصة البشاميل (وَهي صلصة بيضاء تَقليدية وَتُعتبر واحدة من الصلصات الأُم وَالتي تُصنع مِن الزُبدة والدَقيق والحَليب ) وَخلطها مَع مَرق الدجاج والزُبدة.
اقتَرحت السيدة ووترز في دِراسة (The Cook's Decameron)  التي أجرتها لِتذوق الطَعام الوصفة التالِية: يَتم وضع ثلاثة أَرباع نُصف الِلتر مِن الصلصة البيضاء فِي آنية طهو وَعندما تُقارب على الغَليان يُضاف إليها نِصف كوب من مَرق الدجاج المُركز ومن ثم يجب تقليبها حتى تُصبح الصَلصة كَثيفة، وَبعد ذلك يَتم تصفيَتُها عبر غربال، ومن ثُم توضع في وَعاء بُخاري للطهو مَع إضافة مِلعقتين من الكريما الطازجة.